# Hue (Hadoop)
Pour les articles homonymes, voir Hue.
Hue (Hadoop user experience) est une interface web open-source sous licence Apache V2 prenant en charge Hadoop et son écosystème.

## Fonctionnalité
Hue agrège les composants Apache Hadoop les plus courants en une seule interface en cherchant à améliorer l'expérience utilisateur. Son objectif principal est de permettre aux utilisateurs de ne pas se soucier de la complexité sous-jacente d'Hadoop et à limiter l'utilisation de ligne de commande.

## Applications
- Éditeur de requêtes pour Apache Hive,  Impala (incubation), MySQL, Oracle, PostgreSQL, SparkSQL, Apache Solr SQL, Apache Phoenix…
- La recherche dynamique des tableaux de bord avec Apache Solr
- notebook Apache Spark et Apache Hadoop
- La planification de job et de workflows grâce à Apache Oozie et à l'éditeur de tableau de bord

## Distribution
L'équipe de Hue travaille en amont avec Apache Hadoop et fournit les releases sur leur site internet.  Hue est également présent dans certaines des distributions Hadoop (CDH, HDP, MapR ).